# Velòdrom

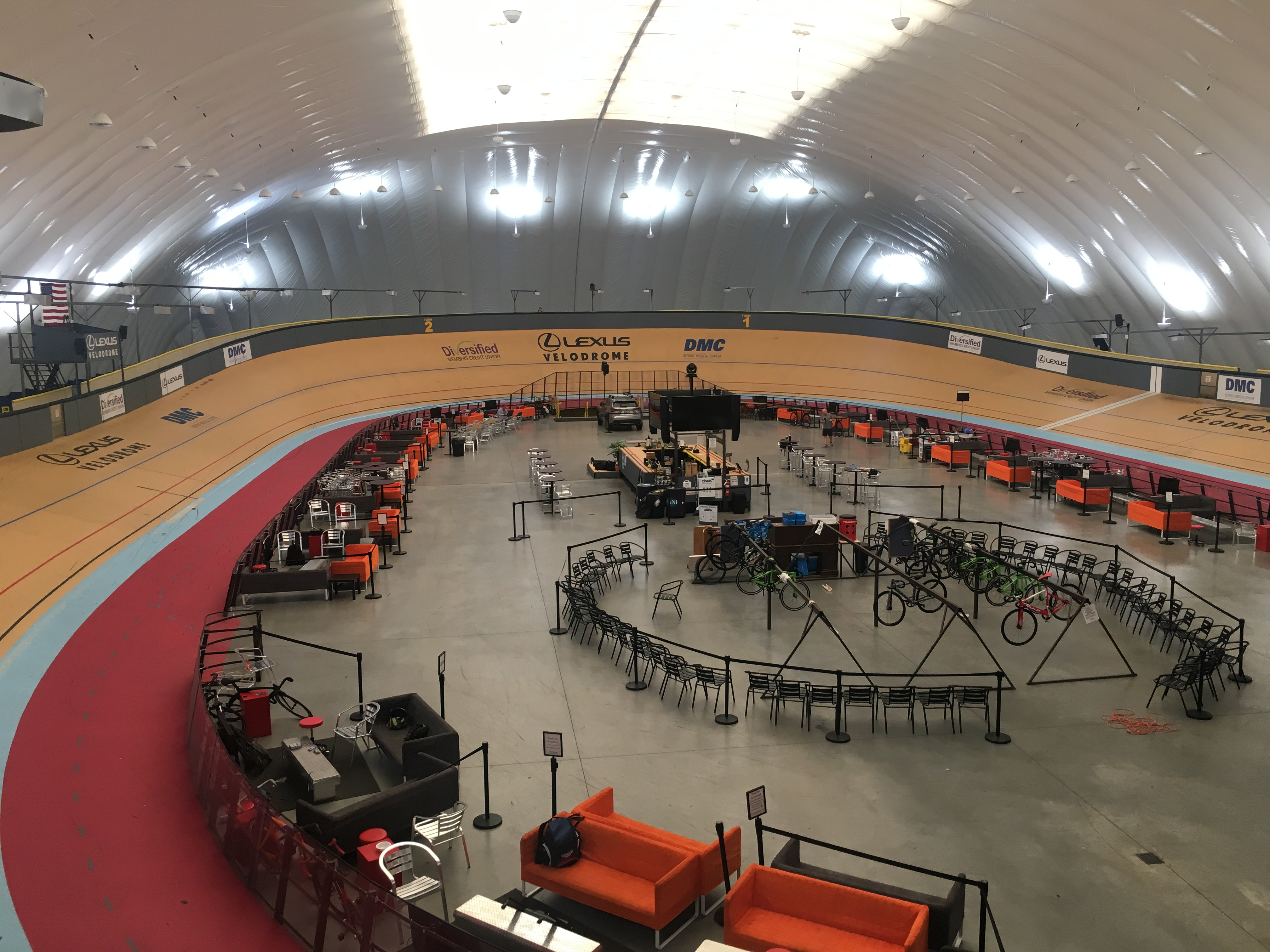
Velòdrom de Detroit

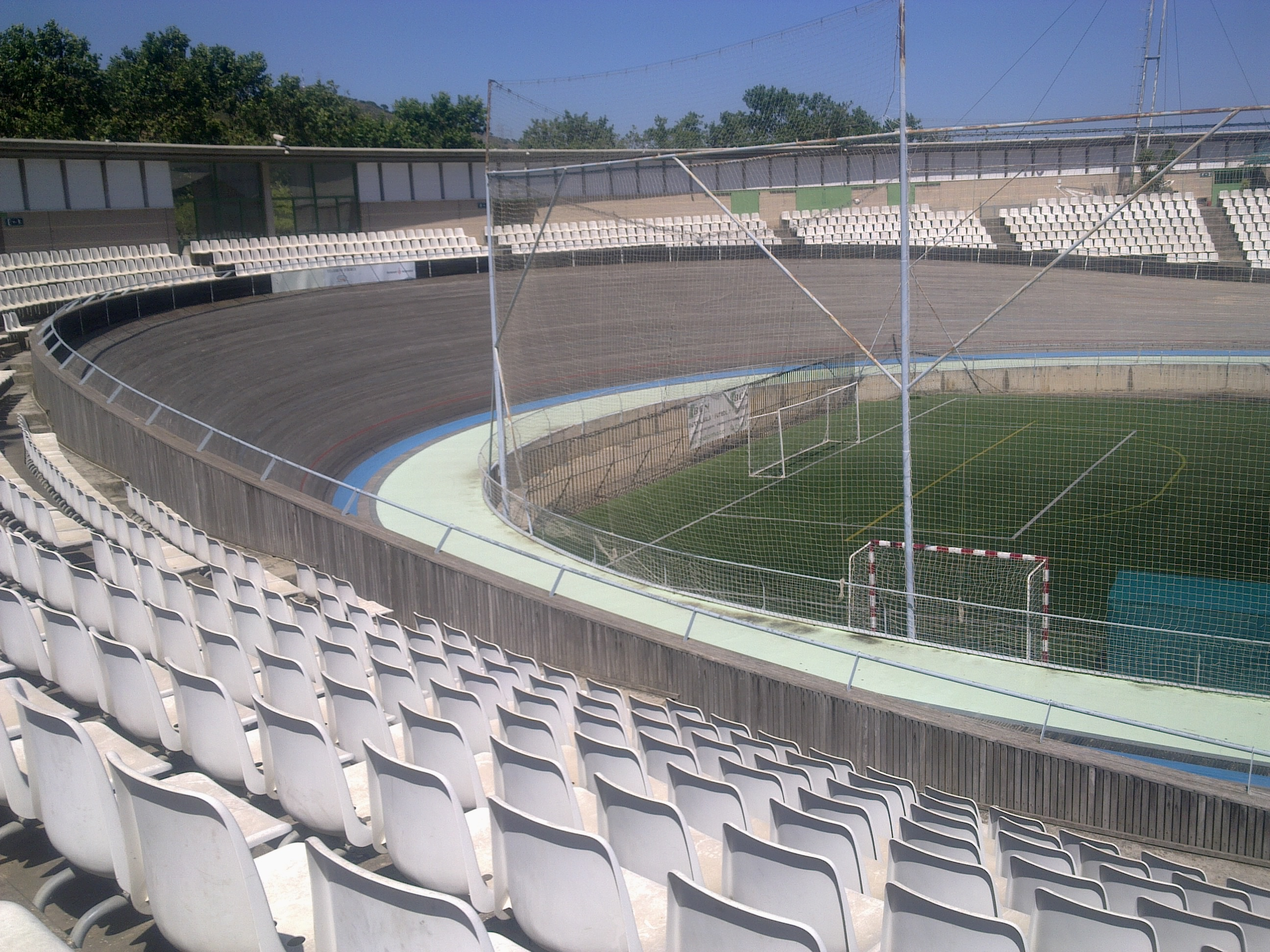
Velòdrom d'Horta

Un velòdrom és una pista artificial de forma ovalada amb els extrems arrodonits aperaltats en què es practica el ciclisme en pista. La superfície sol ser de fusta i el seu perímetre se situa entre 150 i 500 metres.
Les bicicletes utilitzades en els velòdroms acostumen a ser de pinyó fix, sense frens i sense roda lliure (és a dir, no es pot parar de pedalejar sense parar la bicicleta). Això ajuda a maximitzar la velocitat, reduir el pes i evitar les frenades brusques.

## Història
Els primers velòdroms es van construir a mitjans del segle xix. Alguns es van destinar exclusivament a la pràctica del ciclisme i altres es van construir com a part d'instal·lacions per a altres esports; molts els feien al voltant de pistes d'atletisme o altres terrenys i les inclinacions de la pista eren poc pronunciades. Als inicis hi van mancar els estàndards internacionals i les mides i les formes de la pista variaven molt depenent del velòdrom. A tall d'exemple tenim el velòdrom més antic del món, al Preston Park, de Brighton, construït el 1877, que té una pista de 579 m de longitud i quatre rectes unides per revolts inclinats, mentre que el velòdrom de Portsmouth, de Portsmouth, té de 536 m de longitud i una recta unida per un revol llarg. Les primeres superfícies incloïen cendres o esquists, tot i que amb el temps es va anar adoptant el formigó, l'asfalt i el quitrà.

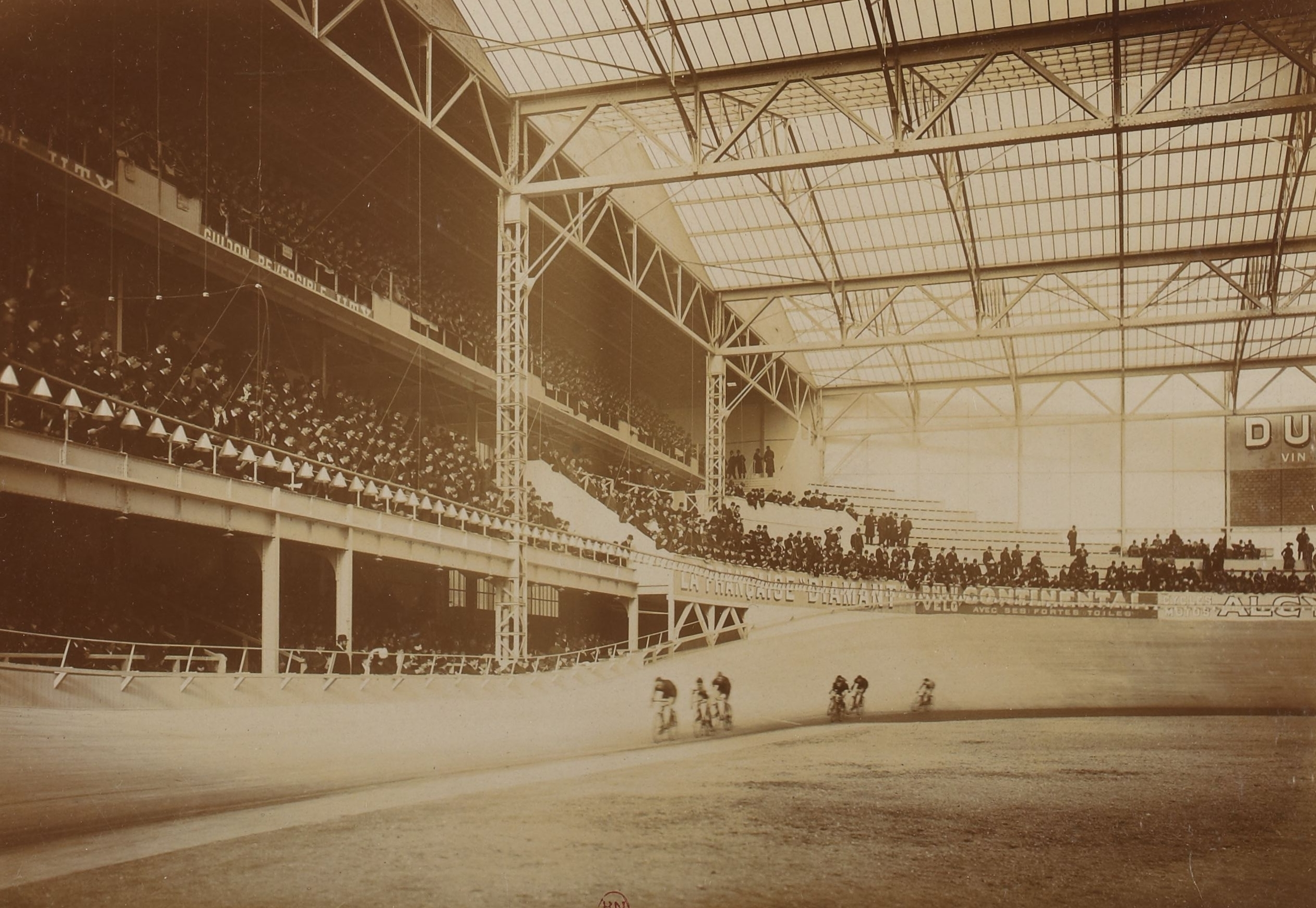
El velòdrom d'Hivern de París en una fotografia feta entre 1908 i 1910.

Els velòdroms interiors també eren habituals a finals del segle xix i principis del xx. Per exemple, el velòdrom d'hivern es va construir a París el 1909 i comptava amb una pista interior de 250 m amb una superfície de fusta.
Les competicions internacionals, com ara els Jocs Olímpics, van comportar una estandardització progressiva: les pistes ovalades de dues rectes es van convertir ràpidament en la norma i, a poc a poc, es van reduir les longituds de la volta. El Velòdrom de Vincennes, usat per als Jocs de 1896 (i 1924) era de 500 m (1.640 peus) per volta, mentre que el Velòdrom d'Anvers Zuremborg, d'Anvers, usat el 1920, i el Velòdrom de Hèlsinki, el 1952, eren de 400 m (1.312 peus).
A la dècada dels seixanta, es va adoptar la pista de 333,33 m de longitud com a norma habitual per a competicions internacionals. En són exemple el Velòdrom Olímpic Agustín Melgar, usat per a les proves ciclistes de pista als Jocs Olímpics d'estiu de Mèxic de 1968, i el velòdrom de Leicester Saffron Lane, usat als Campionats del Món de Ciclisme de 1970 i 1982.
Des de 1990, aquests esdeveniments se celebren generalment en velòdroms de 250 m de volta. El velòdrom olímpic dels jocs de Londres 2012 i un nou velòdrom construït a la capital de Turkmenistan, Aixkhabat, tenen una pista de 250 m de longitud i una capacitat per a 6000 espectador.

## Aspectes tècnics

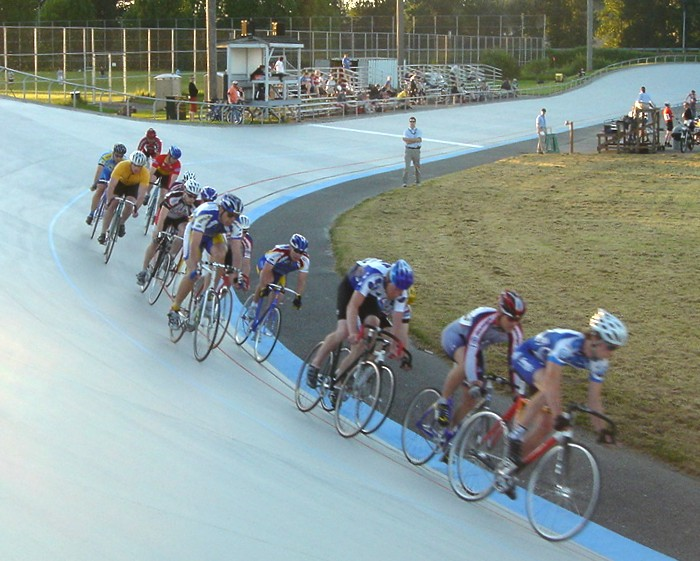
Cursa ciclista en un velòdrom a l'aire lliure

La inclinació dels revolts, anomenat peralt, permet als ciclistes mantenir les bicicletes relativament perpendiculars a la superfície de la pista mentre estan competint. Quan es circulen pels revolts a velocitat de cursa, que pot superar els 85 km/h (52,8 mph), el peralt intenta igualar la inclinació natural d'una bicicleta que s'estigui movent per aquesta corba. A la velocitat ideal, la força neta de la força centrífuga (cap a fora) i la gravetat (cap avall) està inclinada cap a baix a través de la bicicleta, perpendicular a la superfície de la pista.
Els ciclistes no sempre corren a tota velocitat ni en un radi específic. La majoria dels esdeveniments tenen corredors a tota la pista. Les curses per equips (com el Madison) tenen alguns corredors de velocitat i altres que van més lentament. En les curses de velocitat, els corredors poden aturar-se realitzant un suport de pista en el qual equilibren la bicicleta a la superfície inclinada mantenint els peus clavats als pedals. Per aquests motius, la inclinació dels revolts tendeix a ser de 10 a 15 graus inferior del que la física preveu. A més, les rectes estan inclinades entre 10 i 15 graus més del que la física preveu. Aquests estàndards fan que la pista sigui practicable a diferents graus de velocitat.
Des de la recta, la inclinació de la pista augmenta gradualment a mesura que s'acosta el gir circular del revolt. Aquesta secció de radi decreixent s'anomena espiral de servitud o transició. Permet que les bicicletes segueixin la pista en una posició radial constant. Així, els corredors poden concentrar-se en les tàctiques més que en la direcció.

## Disseny de les bicicletes i pistes
Les bicicletes per als velòdroms no tenen fre. Fan servir un sol engranatge posterior fix, que no gira lliurement. Això ajuda a maximitzar la velocitat, redueix el pes i evita la frenada sobtada, alhora que permet al corredor alentir la velocitat pressionant enrere els pedals.
Els velòdroms moderns estan construïts per dissenyadors especialitzats. Els arquitectes Schuermann a Alemanya han construït més de 125 pistes a tot el món. La majoria de les pistes exteriors de Schuermann estan fabricades amb tires de fusta provinents de boscos d'afzelia. Els velòdroms interiors es construeixen amb superfícies de pi menys costoses. La pista es mesura al llarg d'una línia de 20 cm (7,9 in) des del fons. Els velòdroms del Campionat Olímpic i del Campionat del Món han d'amidar 250 m. Es poden celebrar altres esdeveniments del calendari internacional de la UCI en velòdroms que mesuren entre 133 m i 500 m, amb una longitud tal que un nombre total o mig de voltes doni una distància d'1 km.
El velòdrom de Calshot, de Hampshire, Regne Unit, té tan sols 142 m (466 peus) i té un peralt especialment abrupt, ja que el van idear per a encabir-se dins d'un hangar d'avions. El velòdrom de Forest City de Londres, Ontario, Canadà, és el més curt del món amb 138 m. Aquest cop el van construir adaptant-lo a les mides d'un terreny d'hoquei sobre gel, i també té una forta inclinació als revolts.
Com més petita sigui la pista, més pronunciada n'és la inclinació als revolts. Una pista de 250 m de longitud el peralt dels revolts arribarà als 45 °, mentre que una de 333.33 m (1.093,3 peus) la inclinació arriba als 32 °. Alguns velòdroms antics es van construir segons els estàndards imperials. El velòdrom de Dick Lane, d'East Point, Geòrgia, Estats Units, és de 0,2 milles (321,9 m).
Les pistes del velòdrom es poden recobrir amb diferents materials, com fusta, material sintètic i formigó. Les pistes més curtes, més noves i de qualitat olímpica solen ser de fusta o sintètica; Les pistes més llargues, antigues i econòmiques són de formigó, macadam o fins i tot asfalt.

## Marques de pista
Els esdeveniments importants en bicicleta se solen celebrar en pistes amb línies establertes en uns estàmdards internacionals. Molts velòdroms segueixen aquesta normativa, tot i que n'hi ha d'altres que tenen una disposició a la pista diferent. Aquestes disposicions s'adapten a les instal·lacions i ajuden als corredors a mantenir una línia recta i a evitar la derivació cap a la secció més plana que hi ha a la part baixa dels peralts, on s'arrisquen a que les rodes de la bicicleta rellisquin.

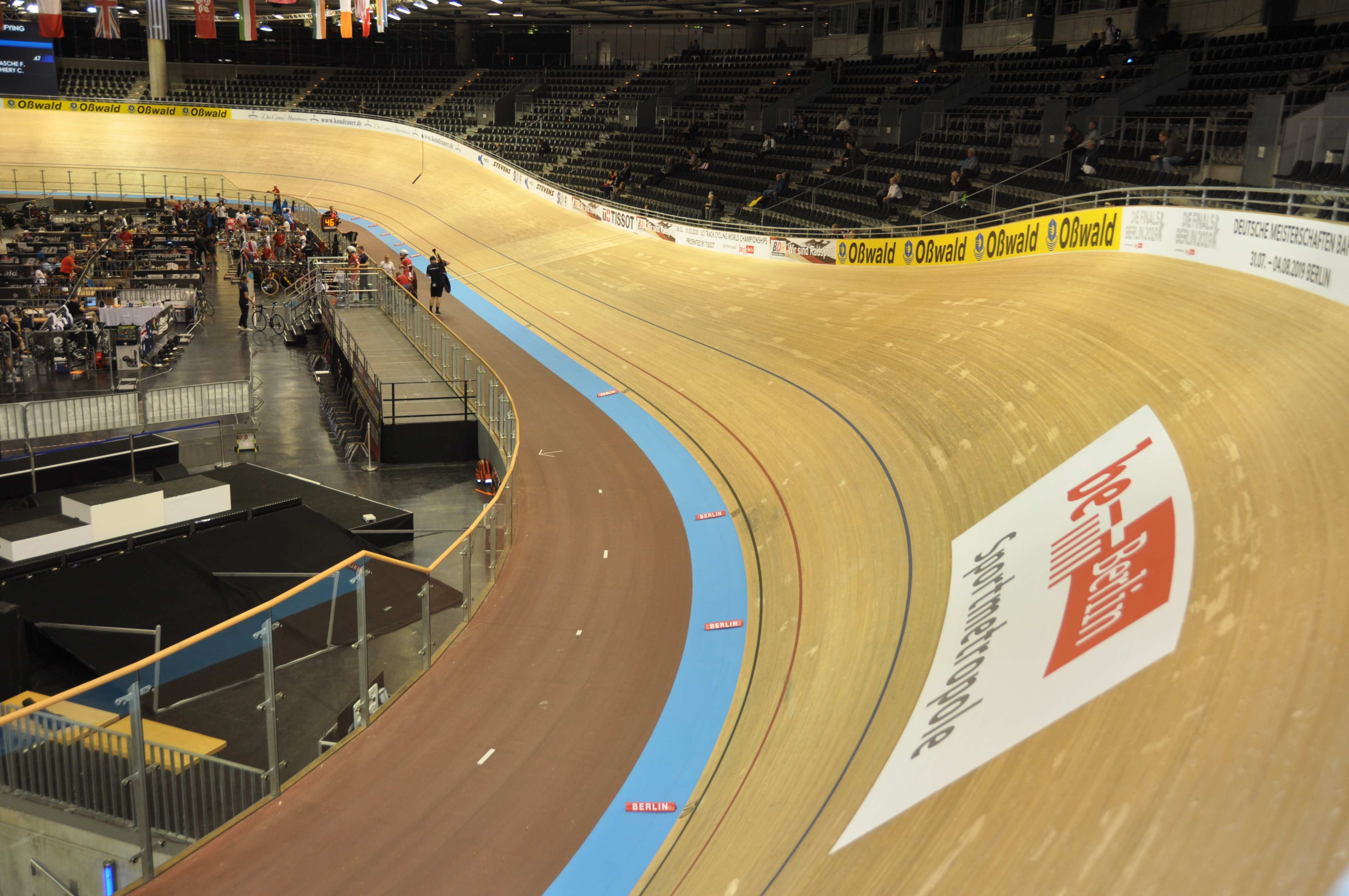
Pista del velòdrom de Berlín, on s'hi veuen clarament les marques de pista.

A la part més baixa de la pista hi ha la banda ampla blava anomenada zona neutra blava, que cobreix habitualment el 10% de la superfície de la pista. La banda blava no forma part tècnicament de la pista; no és il·legal pujar-hi, tot i que utilitzar-la per avançar a un altre corredor comporta la desqualificació. Durant els assajos, persecucions o altres esdeveniments cronometrats, la banda blava es cobreix amb esponges o altres objectes. La banda blava també avisa als ciclistes que poden rascar el pedal amb la pista quan es troben en una corba. Acostar-s'hi massa pot provocar un xoc fàcilment.
A 20 centímetres per sobre de la banda blava hi ha la línia de color negre de 5 cm d'ample que s'anomena interior o de corda. El límit interior d'aquesta línia defineix la longitud de la pista. 90 centímetres per sobre de la línia interior de la pista hi ha la línia vermella, de 5 cm d'ample. La zona que hi ha entre les línies negra i vermella és el carril del velocista (o sprinters, ja que marca el recorregut òptim al voltant de la pista. No es pot avançar per la part inferior d'un corredor que esta circulant pel carril del velocista; els altres corredors només el poden avançar per l'exterior, que és més llarga.
A un mínim de 2,5 metres (o a la meitat de l'amplada de la pista) per sobre de l'interior de la pista hi ha la línia blava del stayers. Aquesta línia es pren com a referència a les curses darrere de motos com a línia de separació. Aquesta modalitat es troba en declivi.
La línia d'arribada té 72 cm d'amplada i consisteix amb dues bandes blanques més una de negre al seu interior; aquesta línia se situa a prop del final de la casa recta. Les línies vermelles es marquen al centre exacte de cada recta com a línia d'inici i meta per a les curses de seguiment. Una línia blanca de 200 m marca els 200 metres que falten abans de la meta.